# 14세의 어머니
14세의 어머니(14才の母 주욘사이노 하하[*])는 2006년 10월 11일부터 같은 해 12월 20일까지, 매주 수요일 22:00~22:54에 NTV에서 방송된 드라마이다. 고선명 텔레비전 제작되었으며, 요미우리 TV(이하 YTV - 긴키 광역권), 주쿄 TV 방송(이하 CTV - 주쿄 광역권), 후쿠오카 방송(이하 FBS) 등 26개 NNN 지역 민방 네트워크를 통해서 전국적으로 일제히 송출되었다.
첫회는 15분 추가 연장으로로 23:09까지 방송, 마지막회는 20분 추가 연장으로 23:14까지 방송되었다. 당초 10부작으로 종영할 예정이었지만, 시청률 호조로 작품의 완성도를 높이기 위해, 1회 추가 연장되어 총11회가 되었다.
갤럭시상 2006년 12월 월간상, 제44회 갤럭시상(민영 방송 드라마 중에는 유일하게 입상), 헤이세이 19년 일본민간방송 연맹상(최우수) 수상작이다.

## 줄거리
사립중학교 2학년 이치노세 미키(시다 미라이)는 14세의 어린 나이에 남자친구와의 사이에서 아이가 생겨버린다. 운명의 상대라고 생각했던 사립중학교 3학년 키리노 사토시(미우라 하루마)에게 사실을 털어 놓을 수 없는 미키는 절망에 빠진다. 고심 끝에 뱃속의 아이를 낳기로 결심하지만, 믿을 수 없는 시련이 미키를 기다린다.

## 등장인물·캐스팅
- 이치노세 미키(14) : 시다 미라이

1992년 5월 5일생. 명문 세이린 여자중학교에 다니고 있다. 평범한 가정에서 태어나고 자란 중학교 2학년. 낙천적이고 밝은 성격으로 주위에 친구들도 많다. 학교에서는 방송부 소속으로 교내방송 DJ도 하고 있으며, 장래에는 라디오 DJ가 되는 것이 꿈이다. 그렇지만 성적이 별로 좋지 않아서 교사들 사이에서 평판이 그리 좋은 편은 아니다. 아무도 모르게 같은 학원에 다니는 키리노 사토시와 사귀고 있다. 1회에서 생각지도 못한 임신을 하게 되고, 2회에서 마토바 클리닉에서 검사 후 임신이 사실임을 알게 된다. 주위 사람들의 의견에 잠시 중절에 동의하지만, 부모로부터 자신이 태어났을 때의 이야기를 듣고는 중절을 거부한다. 설득을 뿌리치고 "뱃속의 아이를 만나고 싶다"며 아이를 낳을 결심을 굳힌다 (나중에 반 친구들 앞에서 학교를 그만두고 출산할 것을 선언한다.). 출산 결심 후 사토시에게 해가 가지 않도록 헤어지지만, 사토시의 설득에 외동딸 '소라'를 위해서라도 함께 살아가기로 한다.
- 이치노세 카나코(43) : 다나카 미사코

미키의 어머니. 방송 첫 머리에서 나레이션을 맡았다. 입버릇은 "자신의 행동에 책임을 져라.". 미키의 행복을 염원하며, 미키를 위해 명문 사립 중학교인 세이린 여자중학교에 다니게 하고 있다. 무거운 학비 부담에 패밀리 레스토랑에서 매니저로 아르바이트를 하고 있다. 처음에는 미키의 출산을 반대했지만 미키의 강한 결심(학교에서 출산 선언) 앞에 딸을 지키기로 마음을 다잡는다. 미키가 집을 나가겠다는 말을 했을 때는 "세상이 우리를 차갑게 보면 우리 넷이서 이 집에서 힘 낼 수 밖에 없다."며 미키를 이해시키고, 시즈카가 갑자기 서약서를 들이밀었을 때 14세라도 자신의 미래는 정할 수 있다고 하는 등 두둑한 배짱을 보여준다.
- 이치노세 타다히코(45) : 나마세 카츠히사

미키의 아버지. 주택판매회사 근무하고 있으며, 차장으로 승진한 지 얼마 되지 않았다. 회사에서의 실적이나 평판을 걱정하고 있지만, 못지 않게 가족도 중요하게 생각하고 있다. 가족 중에서는 제일 마지막까지 출산을 반대하나 딸과 아내의 굳은 각오를 알고 난 후에는 아내와 함께 딸을 지탱해 주기로 결심한다. 미키의 임신 발각 후 카나코에게 따지러 가거나, 미키의 중절 소식을 사토시에게 전하러 가거나, 서약서를 돌려주러 사토시네 집으로 향하거나, 키리노 모자의 거처를 알아보러 주간 TOP 편집부에 쳐들어 가거나 하는 행동을 보인다.
- 이치노세 켄타(11) : 코시미즈 카즈키

미키의 남동생. 초등학생이다. 조숙하고 누구보다 가족을 생각하는 마음이 깊다. 누나의 임신 보도를 계기로 반에서 왕따를 당한다. 누나의 담임인 쿄코에게 아이를 낳아서는 안되냐는 거냐고 묻거나, 누나에게 아이를 낳으라고 말하는 등 어리지만 누나의 출산을 이해한다.
- 이치노세 소라

미키와 사토시의 딸. 태반 조기 박리때문에 제왕절개로 태어났다. 1648g의 미숙아였다. 이름의 유래는 '푸른 하늘'(아오이 소라).
- 미츠이 마코토(33) : 카와모토 준이치(차장과장)

카나코의 동생이자 미키의 외삼촌. 밴드에 빠져 고교를 중퇴하였고, 현재는 기타 가게를 경영하고 있다. 23세 때 어머니 (미키의 외할머니)의 반대를 무릅쓰고 히나코와 결혼했다. 부부 모두가 미키를 귀여워하고 아낀다. 미키의 임신을 안 후에도 미키의 좋은 이해자며 응원자다. 중학교 중퇴인 미키가 자신의 가게에서 일하겠다고하자 자신의 체험을 바탕으로 조언을 해준다.
- 미츠이 히나코(28) - 카네코 사야카

마코토의 아내이자 미키의 외숙모. 18살 때 마코토와 결혼했다. 어지간히도 아이가 안 생기지만 지금 생활에 만족하고 있다. 마코토와 함께 미키를 따뜻하게 지켜봐 준다.
- 키리노 사토시(15) : 미우라 하루마

미키의 남자친구이자 소라의 아버지. 유명 진학교에 다니는 중학교 3학년. 미키와 같은 학원에 다니고 있으며, 미키에서는 키리짱이라고 불린다. 2회에서 어머니 시즈카에게 반항하고 싶은 마음을 밝힌다. 미키가 처음 임신 사실을 털어 놓았을 때는 출산에 찬성하지 않고, 시즈카에게 떠밀려 해외 유학을 떠나려 하지만 양심의 가책으로 일본에 남는다. 그 후 "나는 아이를 키울 거야. 키리짱은 공부해서 되고 싶은 거되고 하고 싶은 거 해."라는 미키의 이별 통보를 받고, 그러자고 스스로 다짐한다. 하지만 자신이 지켜야 할 것을 결정해 미키와 미숙아로 태어난 외동딸 소라를 지키기 위해 중학교 졸업 후 일을 하기 시작하고, 최종회 엔딩에서 정신적으로도 크게 성장한 모습이 그려진다. 임신 보도로 학교에서 괴롭힘을 당하지만 꿋꿋히 다닌다.
- 마토바 하루코(52) : 다카하타 아츠코

'마토바 클리닉 원장. 마토바 클리닉에서 태어났으며, 미숙아에 똑바로 서있는 난산이었던 미키를 기억하고 있다. 미키의 출산 결심을 알고 한 번은 다른 병원을 찾아보기로 하지만 결국 자신의 병원에서 전력으로 서포트하기로 정한다. 통원하는 임산부에게 육아 지도, 어드바이스를 하는 '어머니 교실'을 운영하고 있다.
- 모모다 히로미(27) : 니시노 타에코

마토바 클리닉 간호사 겸 조산사. 젊었을 때 아이를 낳았었지만 결국 키우지 못하고 헤어졌다. 그 때문에 미키에게 "무슨 일이 있어도 아이의 손을 놓지마."라는 충고를 한다.
- 엔도 쿄코(25) : 야마구치 사야카

미키의 담임. 이과 담당. 어떠한 사건을 계기로 학생 개개인에게 깊이는 들어가지 않고, 교내에서 학생들의 성적이나 행동에는 책임을 지지만 교외에서의 행동은 각자의 책임이라는 방침을 가지고 있었다. 미키의 임신을 처음 알았을 때도 깊게 관여하지 않고 원만하게 끝내고 싶어 했으나, 동생 켄타와 처음으로 주고 받은 말, 미키의 출산과 자퇴 결심, 미키의 학교에서의 마지막 DJ, 공원에서 미키와 대화를 나누는 동안 심경에 변화가 생긴다. 그리고 미키가 자퇴하지 않고 계속 학교에 다닐 수 있도록 힘쓰고, 미키를 응원하게 된다.
- 야나기사와 마유나(15) : 타니무라 미츠키

미키의 반 친구. 극중에서는 명확하지 않지만 어떠한 이유로 1년 유급했고, 그와 관련해 엔도를 원망하고 있다. 주위와는 거리를 두는 냉정한 성격이지만 미키의 출산을 원호(援護)하고 이해하는 듯 묘사된다.
- 쿠보타 메구미(14) : 키타노 키이

미키의 절친. 같은 방송부원. 미키에게 임신 사실을 듣고 혐오감을 느껴 담임에게 보고, 더욱이 반 전체에 소문내 미키를 배신한다. 그러나 야나기사와 마유나의 부탁으로 미키와 화해하고 출산에 이해를 표하게 된다.
- 나가사키 사야카(14) : 코이케 리나

미키의 친구. 같은 방송부원.
- 하라구치 카즈아키(28) : 이사카 준야

세이린 여자중학교 체육교사. 아무도 모르게 엔토 쿄코와 사귀고 있다.
- 나카타니 에이조(58) : 오노데라 아키라

세이린 여자중학교 교장.
- 이노하라 미츠에(50) : 하세가와 키요

세이린 여자중학교 교감.
- 오쿠무라 요시코 : 데구치 유미코

카나코의 아르바이트 동료.
- 마츠모토 리카 : 오오사와 이츠미

카나코의 아르바이트 동료.
- 야마자키 코우요(29) : 카이토 켄

키리노 시즈카의 비서.
- 아유미(34) : 토다 나오(제8회)

미키와 같은 병실에 들어온 임산부.
- 츠치다 타로 : 소리마치 타카시(10회, 11회 특별 출연)

미키를 응급 수술 하고 소라의 출산시킨 간토의료대학병원 소아과의.
- 하타노 타쿠(38) : 키타무라 카즈키

월간지 월간 TOP의 편집장. 카나코가 일하는 패밀리 레스토랑의 단골 손님이며, 늘 무한 리필이 가능한 커피만 마신다. 우연히 미키를 보고 '중학생의 어둠'에 대한 특집 기사를 쓰고자 한다. 전 전장(戰場) 저널리스트로 현대의 일본 청소년 현상에 큰 불만을 가지고 있다. 키리노 시즈카를 취재하기로 했으나 약속 시간 적전에 취소 통보를 받고 우연히 거기서 미키와 카나코의 모습을 발견한다. 미키의 임신 사실을 알아내고 재미있는 기사가 될 것임을 확신한다. 그제서야 카나코에게 자신의 정체를 알린 후 나라를 망칠 일본 청소년들의 행실에 대해 열띄게 설명을 하지만, 곧 카나코에게서 미키가 자신의 행동에 책임을 지고 출산할 것이라는 이야기를 듣게된다. 미키를 직접적으로 취재하는 일은 삼갔으나, 미키가 진통으로 쓰러졌을 때 택시로 마토바 클리닉에 데려다 주는 등 특정한 배려를 보인다.
- 키리노 시즈카(48) : 무로이 시게루

사토시의 어머니. 천재 실업가로 매일 몇 백만의 돈을 움직이고 있는 자산가이다. 벤츠나 포르쉐 등 고급 외제차도 여럿 소유하고 있다. 애인과 헤어진 후 사토시를 출산해 혼자 키우고 있으며, 교육 이념이나 경영 이념에는 다소 비뚤어진 부분도 있다. 미키의 임신 소식을 듣고 자신의 아들은 절대 그럴 일이 없다며 부정하지만, 사실인 것을 알고 사토시를 해외로 도피시키려고 한다. 그 후 미키가 출산을 생각하고 있다는 사실을 알고 미키에게 '2,000만엔의 위자료를 받는 대신 사토시에 대한 인지 청구권을 포기한다'는 서약서를 보내기도 한다. 이런 행동은 모두 사토시를 지키기 위한 것이었다. 임신 보도를 계기로 회사 실적이 악화되어 결국엔 부도를 맞는다.

## 스태프
- 원작 : NTV 오리지널
- 각본 : 이노우에 마유코
- 음악 : 사아다 료, 타카미 유
- 타이틀백 : 단게 코키
- 출연보조 : 야마시타 가쿠에이, 니시오카 켄타로
- 프로듀서 : 무라세 켄, 아사이 치즈
- 2nd 프로듀서 : 카노다 키요, 야마모토 요시히코
- 편성담당 : 히비 타카히로
- 제작데스크 : 니시구치 준
- 연출 : 사토 토우야, 사쿠마 노리요시
- 제작 : NTV

## 주제가
- 증표(しるし 시루시[*])

Mr.Children (TOY'S FACTORY)

## 에피소드
- 시다는 임산부 역을 만들기 위해 어머니와 친척에게 걸음걸이나 식욕 변화 등을 물었을 때, "배가 부르는 것 뿐, 아무것도 변하지 않아"라는 대답을 들어 아무런 참고가 되지 않았다. 그래서 이 역을 만들기 위해 촬영 현장의 간식 등을 배가 터지도록 먹어 일시적으로 살찌웠다고 한다.
- 시다는 초등학교 때 미키처럼 방송부 소속이었다.
- 제1회, 시다가 악기점에서 통곡하는 장면을 보고 카와모토는 자신도 모르게 울어버렸다.
- 미키라는 이름의 유래는 시다의 본명과 거의 비슷하게 "미래에 희망(키보)을 안고 살아가길"이라는 뜻.
- 촬영 기간 중 시다는 의미 없는 질문으로 스태프들을 난처하게 했다(《오늘밤 최종화 방송!! 14세의 어머니》).

## 시청률 추이
| 회차                                                                  | 방송 일자        | 부제(서브 타이틀)                   | 연출            | 간토  | 간사이 |
| --------------------------------------------------------------------- | ---------------- | ----------------------------------- | --------------- | ----- | ------ |
| 제1화                                                                 | 2006년 10월 11일 | 중학생의 임신…미안해, 엄마          | 사토 토우야     | 19.7% | 21.8%  |
| 제2화                                                                 | 2006년 10월 18일 | 너같은 건 이제 딸도 아니야          | 사쿠마 노리요시 | 16.8% | 18.0%  |
| 제3화                                                                 | 2006년 10월 25일 | 안녕…우리 아기                      | 사토 토우야     | 18.3% | 18.1%  |
| 제4화                                                                 | 2006년 11월 1일  | 약속…난, 이제 울지 않아             | 사쿠마 노리요시 | 19.4% | 19.8%  |
| 제5화                                                                 | 2006년 11월 8일  | 바이바이…첫사랑이 죽은 날           | 사토 토우야     | 17.3% | 20.7%  |
| 제6화                                                                 | 2006년 11월 15일 | 저에게도 모자수첩 줄까요            | 사쿠마 노리요시 | 16.7% | 18.8%  |
| 제7화                                                                 | 2006년 11월 22일 | 돈으로 미래를 살 수 있나요?         | 사토 토우야     | 18.4% | 19.0%  |
| 제8화                                                                 | 2006년 11월 29일 | 두 개의 운명…어느쪽을 고를까?       | 야마시타 마나미 | 17.3% | 20.5%  |
| 제9화                                                                 | 2006년 12월 6일  | 출산·운명을 바꾼 24시간             | 사토 토우야     | 16.7% | 19.2%  |
| 제10화                                                                | 2006년 12월 13일 | 다시 한번 웃자…                     | 사쿠마 노리요시 | 21.1% | 24.0%  |
| 최종화                                                                | 2006년 12월 20일 | 눈물의 최종화 스페셜…생명이란 뭘까? | 사토 토우야     | 22.4% | 24.3%  |
| 평균 시청률 18.55%(간토 지구 비디오 리서치 조사), 20.38%(간사이 지구) |                  |                                     |                 |       |        |

순간 최고 시청률은 미키가 가족과 함께 새로운 인생을 걷기 시작한 마지막 장면, 28.7%(간토 지구)이다.

## 같이 보기
- 어른들은 모르는 고딩엄빠
- 혼전임신
- 인간의 성
- 성교육